# Антиутопія

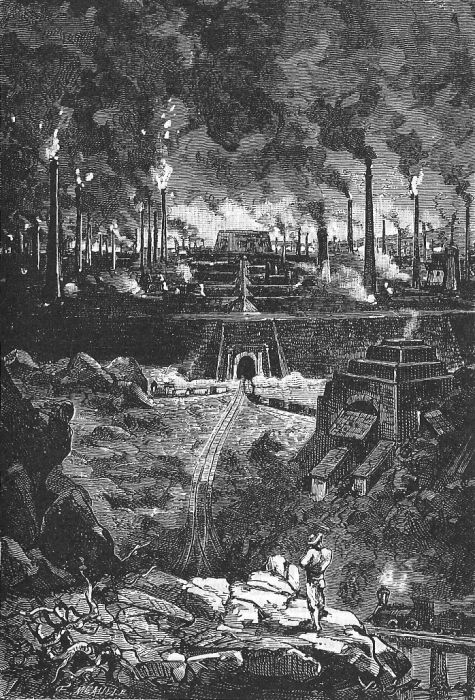
Антиутопічне місто Штальштадт із роману Жуля Верна «П'ятсот мільйонів Бегуми»

Антиутопія (грец. αντί-, грец. ου — не, грец. τόπος — місце; альтернативно дистопія, какотопія) — критичне зображення у художній літературі чи кінематографі жахливої або ж суперечливої дійсності, де наявні значні, часто приховані від загалу проблеми, що подаються насамперед як наслідок провального устрою, спричиненого здебільшого саме людською діяльністю. Основними елементами антиутопій є постійні чи тимчасові кризи у суспільстві, екологічні катастрофи, державний контроль, маніпуляції над людським тілом або природою. Антитеза утопії. Є мистецьким жанром.

## Тематика
До другої половини XX століття домінуючим жанром антиутопії була соціальна антиутопія, де пріоритетно демонструвалась саме темна сторона людської поведінки й суспільства, але після Другої світової війни з'явилися нові жанрові різновиди антиутопії, зокрема гротескно-сатиричної, філософсько-психологічної та інтелектуально-іронічної спрямованості. Усвідомлення негативних наслідків діяльності людини, зокрема науково-технічного прогресу, урбанізації, нищівного впливу на природу, перегонів озброєнь, сприяло створенню ще більшої кількості нових моделей антиутопії: екологічної, технологічної, політичної тощо.

## Зародження терміна
Вперше термін «антиутопія» (англ. dystopia, anti-utopia) вжив британський філософ і економіст Джон Стюарт Мілль 1868 року. Сам же термін «антиутопія» (англ. Dystopia) як назву літературного жанру ввели Гленн Негліа і Макс Патрік в складеній ними антології утопій «У пошуках утопії» (The Quest for Utopia, 1952).
У середині 1960-х термін «антиутопія» (anti-utopia) з'являється в радянській, а пізніше — і в англомовній критиці. Є думка, що англ. anti-utopia і англ. dystopia — синоніми.
Деякі академічні кола розрізняють дистопію і антиутопію. Наприклад, у «1984» Джорджа Орвелла і «Прекрасному новому світі» Олдоса Гакслі дистопія не претендує бути гарною, тоді як антиутопія здається утопією або такою, що намагалася бути утопією, але фатальний збіг обставин, поворот чи інший фактор зруйнував або перекрутив утопічний світ або його поняття. Слово «утопія» означало прекрасне, але нездійсненне майбутнє з елементом соціальної міфології. Утопія трактувалася як країна, яка була досконалою, країна мрій про щастя, зображення досконалого суспільного устрою, позбавленого наукового обґрунтування; довільне конструювання ідеалів; загальна назва планів, проєктів для реалізації яких немає практичних підстав, нездійсненні плани соціальних перетворень; сукупність соціальних ідей, лозунгів, цілей, які мають відтінок популізму.

## Основні ознаки
Антиутопія існувала як явище філософсько-художньої думки з античності, тобто з того часу, коли виникла сама утопія.
Антиутопія з'явилася тоді, коли держава і суспільство виявили свої негативні риси, стали небезпечними для людини, не сприяли прогресу. Це критичне зображення державної системи, що не відповідало принципам механізму. В антиутопії завжди виражався протест проти насильства, абсурдного соціального устрою, безправного становища людини. Автори антиутопій, посилаючись на аналіз реальних суспільних процесів, за допомогою фантастики намагалися передбачити тим самим про небезпечні наслідки існуючого порядку або утопічних ілюзій.
Однак на відміну від гострої критики соціальної дійсності антагоністичне суспільство антиутопій за своєю суттю практично стало сатирою на демократичні і гуманістичні ідеали, воно покликане морально справдити історичний соціальний устрій, який виливається в пряму або в додаткову аналогію антагоністичного суспільства.
Формально антиутопія веде свій початок від сатиричної традиції Дж. Свіфта, Ф. Вольтера, І. Ірвіна, С. Батлера.
Антиутопічні елементи знаходимо:
- у комедіях Аристофана (як сатиру на утопічну державу Платона);
- у творах багатьох письменників XVII—XVIII століття як своєрідну поправку на реальність до утопії Т. Мора, Ф. Бекона, Т. Кампанелли, де вони в більшості випадків виступали лише як сатиричний допоміжний засіб деологічного і практичного коментаря до утопічних побудов;
- у фантастичних творах письменників XIX століття (М. Шеллі «Франкенштейн», С. Батлер «Едін», «Повернення в Едін», Г. Уеллс «Машина часу», «Сучасна утопія» та інші).
- Інший підхід акцентував увагу на виникненні антиутопії як масового явища, як сформованого літературного жанру. До антиутопії першої половини XX століття традиційно відносили романи «Ми» Є. Замятіна, «Сонячна машина» В. Винниченка, «Котлован» А. Платонова, «Цей дивовижний світ» О. Гакслі, «Безглузда погоня» Ф. Уоррена, «1984» Дж. Орвелла.

У XX столітті антиутопія отримала ще більше поширення. Англієць Ч. Уоллі, який написав книги «Від утопії до кошмару», зауважував: «Все менший відсоток уявного світу — це утопії, всезростаючий його відсоток — кошмари». Причини такого повороту утопічної літератури, перш за все, обумовлені складністю історичного процесу розвитку людства у XX столітті, насиченому потрясіннями за відносно короткий час, який дорівнює життю одного покоління, що увібрало у себе економічні кризи, революції, мир і колоніальні війни, виникнення фашизму, суперечливих наслідків НТР, яка стала міцним двигуном математичного прогресу і яка виявила катастрофічне відставання соціального і духовного прогресу. Логічним наслідком подібних настроїв і стала переорієнтація соціально-утопічної літератури на антиутопію. Вона в зображенні майбутнього виходить з принципово інших послань, хоча й дає подібно утопії більш розгорнуту панораму суспільного майбутнього.
Страх перед комунізмом і соціалізмом, які втілили в собі головні ідеї утопістів, знайшов своє вираження в антиутопії. Серед них твори, які пройняті чуттям всесвітнього песимізму і невіри в людину, зображуючи страшні наслідки технізації, які критикували традиційні утопічні і соціалістичні уявлення про майбутнє суспільство і виражали відкрито антикомуністичні погляди авторів.
Класичну антиутопію характеризували абстрактність, художні моделі ідеального суспільства, установка на результат соціального розвитку, принцип просторово-часової символічності, підвищена емоційність стилю. Світ майбутнього в антиутопії представлений гірше, ніж той, який критикують, справжній. Антиутопія показує картину трагічної реальності, апокаліптичного буття, тому якщо утопія являє собою позитивну модель соціальної системи, то антиутопія дає тотальне заперечення і дійсного, і можливого варіанта майбутнього.
Фантастика склала основу поетики антиутопії, але не будь-який фантастичний твір є антиутопією. Фантастика виконала в антиутопії дві функції:
- фантастичні ситуації допомогли розкрити недосконалість існуючого порядку;
- показала негативні наслідки тих чи інших суспільних процесів.

Але антиутопія перестала бути антиутопією поза зв'язком з реальністю і соціальною проблематикою.

## Відмінності антиутопії від утопії
Антиутопія є логічним розвитком утопії і формально також може бути віднесена до цього напрямку. Однак, якщо класична утопія концентрується на демонстрації позитивних рис описаного в творі суспільного устрою, то антиутопія прагне виявити його негативні риси. Важливою особливістю утопії є її статичність, в той час як для антиутопії характерні спроби розглянути можливості розвитку описаних соціальних пристроїв (як правило — в сторону наростання негативних тенденцій, що нерідко призводить до кризи і обвалу). Таким чином, антиутопія працює зазвичай з більш складними соціальними моделями.
Радянським літературознавством антиутопія сприймалася в цілому негативно. Наприклад, в «Філософському словнику» (4-е изд., 1981) в статті «Утопія і антиутопія» було сказано: "В антиутопії, як правило, виражається криза історичної надії, оголошується безглуздою революційна боротьба, підкреслюється неможливість подолання соціального зла; наука і техніка розглядаються не як сила, що сприяє розв'язанню глобальних проблем, побудови справедливого соціального порядку, а як ворожий культурі засіб поневолення людини ". Такий підхід був багато в чому продиктований тим, що радянська філософія сприймала соціальну реальність СРСР якщо не як реалізовану утопію, то як суспільство, що володіє теорією створення ідеального ладу (теорія побудови комунізму). Тому будь-яка антиутопія неминуче сприймалася як сумнів в правильності цієї теорії, що в той час вважалося неприйнятною точкою зору. Антиутопії, які досліджували негативні можливості розвитку капіталістичного суспільства, навпаки, всіляко віталися, проте антиутопіями їх називати уникали, натомість даючи умовне жанрове визначення «роман-попередження» або «соціальна фантастика». Зокрема, роман «Запізнілий цвіт валінурії», який вважається частиною літературознавців як перший український антиутопічний роман, тривалий час був заборонений для публікації в СРСР, оскільки в ньому висловлювалась думка, що радянська людина з кінця ХХ століття не зможе жити у суспільстві далекого майбутнього через нерозуміння його моральних та соціальних принципів.
Антиутопія в самому смислі — це критичне зображення державної системи, яка йшла проти принципів справжнього гуманізму. В антиутопії виражений протест проти насильства, абсурдного існуючого устрою, безправного становища особистості. Автори антиутопій, спираючись на аналіз реальних суспільних процесів, за допомогою фантастики намагалися передбачити їх розвиток в майбутньому, попередити тим самим про небезпечні наслідки існуючого порядку.
Таким чином, утопія і антиутопія мали спільне перш за все у своєму генезисі, їх поєднував комплекс соціально-політичних проблем, серед яких, як людина і суспільство, особистість і держава, свобода і насильство, та інші, які мають філософський характер. Істотною особливістю утопії та антиутопії є те, що вони моделюють певний тип державного устрою. Утопія і антиутопія як художні моделі зорієнтовані на дослідження соціальної системи державного устрою, на вивчення стану людини і відношень між людьми в тих чи інших умовах.
Важливою ознакою утопії та антиутопії став її прогнозуючий характер. Вони націлені на реальність, яку треба змінити, вказали, як треба проводити ці зміни.

## Відомі антиутопії

### Книги
- Джонатан Свіфт, «Мандри Гулівера»
- Жуль Верн, «П'ятсот Мільйонів Бегуми»
- Герберт Уеллс, «Машина Часу», «Коли сплячий прокинеться», «Острів доктора Моро»
- Анатоль Франс, «Острів пінгвінів»
- Джордж Орвелл, «1984»
- Олдос Гакслі, «Прекрасний новий світ»
- Вільям Голдінг, «Володар мух»
- Станіслав Лем, «Повернення з зірок», «Футурологічний конгрес»
- Джек Лондон, «Залізна п'ята»
- Сінклер Льюїс, «У нас це неможливо»
- Ентоні Берджес, «Механічний апельсин», «Жадаюче насіння»
- Рей Бредбері, «451° за Фаренгейтом»
- Курт Воннеґут, «Утопія 14» («Механічне піаніно»)
- Філіп Дік, «Час, що звихнувся»
- Іван Єфремов, «Година Бика»
- Крістофер Пріст, «Перевернутий світ»
- Кліффорд Саймак, «Навіщо їх кликати назад з небес»
- Євген Замятін, «Ми»
- Володимир Войнович, «Москва 2042»
- Кір Буличов, «Улюбленець», «Перпендикулярний світ»
- Сюзанна Коллінз, «Голодні ігри»
- Вероніка Рот, «Обрана»
- Айзек Азімов «Кінець Вічності».
- Джеймс Дешнер «Той, що біжить лабіринтом».
- Олександр Зінов'єв «Глобальний людинашник[ru]»
- Айн Ренд «Атлант розправив плечі»

#### Українські антиутопії
- Володимир Винниченко, «Сонячна машина»
- Юрій Щербак: «Час смертохристів: Міражі 2077 року», «Час Великої Гри. Фантоми 2079 року», «Час тирана. Прозріння 2084 року»
- Артем Чапай, «Червона зона»
- Марія Косян, «Коли у місті N дощить»
- Олег Шинкаренко, «Кагарлик»
- Ярослав Мельник «Маша, або Постфашизм».
- Тарас Антипович «Хронос»

Іларіон Павлюк-Танець недоумка

### Фільми
- Метрополіс (англ. Metropolis) — режисер Фріц Ланг (1927)
- Механічний апельсин (англ. A Clockwork Orange) — режисер Стенлі Кубрик (1971)
- 1984 (англ. Nineteen Eighty-Four) — режисер Майкл Редфорд (англ. Michael Radford) (1984)
- Нові амазонки (пол. Seksmisja) (1984)
- Бразилія (англ. Brazil) — режисер Террі Гілліам (1985)
- Людина, що біжить (англ. The Running Man) (1987)
- Фортеця (англ. Fortress) (1992)
- Гаррісон Бержерон (англ. Harrison Bergeron) (1994)
- Суддя Дредд (1995)
- Дванадцять мавп (англ. Twelve Monkeys) — режисер Террі Гілліам (1995)
- Водяний світ (англ. Waterworld) — режисер Кевін Рейнольдз (1995)
- Листоноша (англ. The Postman) — режисер Кевін Костнер (1997)
- Темне місто (англ. Dark City) — режисер Алекс Прояс (1998)
- Еквілібріум (англ. Equilibrium) — режисер Курт Віммер (2002)
- Особлива думка (англ. Minority Report) — режисер Стівен Спілберг за однойменним оповіданням Філіпа К. Діка (2002)
- Код 46 (англ. Code 46) — режисер Майкл Вінтерботтом (2003)
- Вірус 1.0 (англ. One Point O) — режисер Marteinn Thorsson, Jeff Renfroe (2004)
- Завершальний монтаж (англ. The Final Cut) — (2004)
- Острів (2005)
- Еон Флакс (2005)
- V означає Вендетта (англ. V for Vendetta) — режисер Джеймс Мактіг (2006)
- Останній нащадок Землі (англ. Children of Men) — режисер Альфонсо Куарон (2006)
- Елізіум (англ. Elysium)  — режисер Нілл Блумкамп (2013)
- Голодні ігри (| - п - о - р «Голодні ігри» Сюзанни Коллінз | - п - о - р «Голодні ігри» Сюзанни Коллінз                                                                                                                          |
| ------------------------------------------ | --- |
| Романи                                     | - Голодні ігри (2008) - У вогні (2009) - Переспівниця (2010) - Балада про співочих пташок і змій (2020) - Схід сонця на Жнива (2025)                                |
| Екранізації                                | - Голодні ігри (2012) - У вогні (2013) - Переспівниця (частина І (2014), частина ІІ (2015)) - Балада про співочих пташок і змій (2023) - Схід сонця на Жнива (2026) |
| Персонажі                                  | - Катнісс Евердін - Піта Мелларк - Гейл Готорн |)— режисер Гері Росс (2012)
- Посвячений (англ. The Giver) — режисер Філліп Нойс (2014)
- Той, що біжить лабіринтом (англ. The Maze Runner) — режисер Вес Болл (2014)
- Темні уми

### Серіали
- Хрестики-нулики — телесеріал BBC One (2020)

### Відеоігри
- Half-Life 2 (2004)
- BioShock і BioShock 2
- The Longest Journey і Dreamfall: The Longest Journey
- Final Fantasy VII
- Mirror's Edge
- Fallout (серія)
- Metro 2033 (відеогра)
- Mad Max